# 브링 잇 온 4: 에버
《브링 잇 온 4: 에버》(영어: Bring It On: In It to Win It)는 2007년 미국의 하이틴 스포츠 영화로, 치어리딩을 소재로 한 브링 잇 온 영화 시리즈의 네 번째 작품이다. 전편의 감독이었던 스티브 래시가 다시 감독을 맡았고, 애슐리 벤슨, 캐시 서보, 마이클 코폰 등이 출연했다. 유니버설 올랜도 리조트를 배경으로 촬영되었다.

## 줄거리
미국을 대표해 전 세계 투어를 하게 될 치어리더 팀을 뽑는 올스타 치어 챔피언십 경기를 앞두고, 웨스트 코스트 샤크스 팀과 이스트 코스트 제츠 팀이 맞붙는다. 샤크스의 주장 카슨은 지난 3년간의 패배의 설욕을 위해 제츠의 주장 브룩에게 열의를 불태운다. 스피릿썬더 캠프에서의 첫날, 카슨은 펜이라는 섹시한 남학생과 만나고, 한눈에 반한 둘은 서로 전화번호를 교환하고 헤어진다. 그런데 다음날 펜은 사실 적 팀인 제츠 소속이었음이 밝혀진다. 카슨은 어쩔 수 없이 펜을 멀리할 수밖에 없게 된다.
한편 캠프 전통에 따라 샤크스 팀은 '스피릿 스틱'이라는 봉을 지키는 임무를 맡게 된다. 그런데 그날 밤 팀원들이 다른 팀과 카드놀이를 하러 가고, 카슨이 혼자서 스피릿 스틱을 지키다가 펜의 데이트 제안을 받고 그대로 놀러 나가 버린다. 카슨과 펜은 놀이공원을 거닐고 카페에서 춤을 춘다. 펜은 군인인 아버지가 치어리더인 아들을 받아들이지 않을까봐 숨기고 있다고 말해준다. 샤크스 팀원들이 방에 돌아오니 스피릿 스틱은 어디론가 사라져 있었다. 팀원들은 밖으로 나가서 춤을 추고 있던 카슨과 펜을 발견하고, 동시에 브룩과 제츠 팀원들도 나타난다. 스피릿 스틱이 없어졌다는 말을 들은 카슨은 펜과 제츠가 자기를 속였다고 의심하고 펜과 카슨은 서먹해진다.
스피릿 스틱을 잃어버리면 저주받는다는 미신이 있었기에 샤크스 팀원들은 신에게 비는 의식을 벌이는데, 제츠 팀이 나타나 방해를 한다. 두 팀은 밤의 거리에서 치어댄스 배틀을 벌인다. 그런데 갑자기 관리직원들이 나타나면서 대형이 무너지고 많은 팀원들이 부상을 입고 만다. 다음날 두 팀 다 팀원이 부족해지자, 캠프 책임자인 페퍼는 화를 내며 두 팀을 쫓아낸다. 모두 풀이 죽어 퇴장 버스에 올라타기 직전, 카슨은 브룩에게 두 팀을 합치자는 제안을 한다. 그래서 두 팀의 이름을 합친 '이스트웨스트 코스트 셰츠'가 만들어진다. 합쳐진 두 팀은 여전히 티격태격하지만 카슨은 펜과 화해하고 관계는 깊어진다.
셰츠 팀은 지피지기 백전불태의 취지로 스피릿썬더 캠프의 라이벌인 빅토리 캠프를 염탐하는데, 빅토리를 이끄는 플라밍고스 팀의 현란한 애크러배틱을 보고 모두 겁을 먹는다. 모두가 풀이 죽어 돌아가는 도중, 카슨은 롤러코스터를 보고 새로운 루틴을 떠올린다. 팀은 절치부심하여 새로운 루틴 연습을 거듭한다. 마침내 대회 당일, 셰츠 팀은 최고의 무대를 선보인다. 심사 결과 셰츠 팀은 우승컵을 거머쥐고 카슨과 펜은 키스를 나눈다. 한편, 스피릿 스틱을 훔친 범인은 빅토리 캠프로 밝혀진다. 해외 여행을 간 카슨과 펜, 그리고 애슐리 티즈데일의 엔딩곡 〈He Said She Said〉를 끝으로 영화가 끝난다.

## 출연진
- 애슐리 벤슨 - 카슨
- 커샌드라 서보 - 브룩
- 마이클 코폰 - 펜
- 제니퍼 티즈데일 - 첼시
- 애니스 테일러 덴디 - 아이샤
- 노엘 아레이사가 - 루벤
- 키어스틴 코펄 - 세라
- 리사 글레이즈 - 페퍼
- 애덤 버니어 - 밴스
- 터니샤 해리스 - 시카고
- 조베스 로클리어 - 셸비
- 제인 박스미스 - 리포터
- 애슐리 티즈데일 - 본인